# David Owen Norris
David Owen Norris, né en 1953, est un pianiste, compositeur, universitaire et présentateur de radio britannique.

## Biographie
Norris naît en 1953 à Northampton en Angleterre. Il étudie la musique au Keble College de l'université d'Oxford où il est organ scholar (en) avant d'en être fellow honoraire. Après avoir quitté Oxford, il étudie la composition musicale et travaille à la Royal Opera House comme répétiteur. En tant que pianiste, il accompagne des solistes tels que Dame Janet Baker, Larry Adler, John Tomlinson ainsi que David Wilson-Johnson, et sa carrière solo compte des apparitions aux Proms et des concerts avec le Chicago Symphony Orchestra et le Detroit Symphony Orchestra. Il présente également plusieurs séries radiophoniques. Il est professeur au Royal College of Music et enseigne également à l'université de Southampton. Il a aussi exercé la fonction de professeur Gresham de musique et professeur à la Royal Academy of Music (où il était précédemment étudiant).

## Composition
En tant que compositeur, Norris connaît le succès dans un large éventail de styles. Son concerto pour piano et sa symphonie ont été créés à l'abbaye de Dorchester (en) par l'English Music Festival comme son oratorio Prayerbook qui a été fréquemment interprété et étudié à la suite de sa première. Ses cycles de chants Think Only This (mise en musique de poèmes de guerre) et Tomorrow Nor Yesterday (mise en musique d'un poème de John Donne) sont parus sur un disque intitulé Fame's Great Trumpet. Ses opéras et opérettes, dont Die! Sober Flirter et The Jolly Roger, ont été exécutés sur la BBC Radio ainsi qu'en Grande-Bretagne et sur le continent, comme l'ont été plusieurs de ses pastiches de Mozart.

## Honneurs
Le 12 novembre 2015, Norris est élu Fellow de la Society of Antiquaries of London (FSA).

## Discographie (sélection)
- Franz Schubert, Winterreise, David Wilson-Johnson, David Owen Norris, piano. (Hyperion A66111) 1984.
- Percy Grainger, Songs , David Wilson-Johnson, David Owen Norris, piano. (Pearl SHE 572).
- Gerald Finzi, Songs, David Wilson-Johnson, David Owen Norris, piano. (GMN CO116)1996
- Roger Quilter, Songs, David Wilson-Johnson, David Owen Norris, piano. (Hyperion A 66208).